# Benjamim Costallat
Benjamim Delgado de Carvalho Costallat (Rio de Janeiro, 1897 – Rio de Janeiro, 1961) foi um jornalista e escritor brasileiro.

## Carreira
Frequentador do Theatro Municipal do Rio de Janeiro, estreou na imprensa aos 21 anos de idade, com a coluna de crítica musical Da letra F n.2, publicada no jornal O Imparcial. Foi colaborador fixo dos jornais Gazeta de Notícias e Jornal do Brasil, para o qual trabalhou até 1959. Influenciado por João do Rio, escrevia crônicas sobre o submundo do Rio de Janeiro. Ficou conhecido pela sua série Mistérios do Rio, para o Jornal do Brasil.
Publicou em 1919 A Luz Vermelha, seu livro de estreia. Seu romance Mademoiselle Cinema foi censurado e recolhido das livrarias, considerado pornográfico e contrário aos valores morais da família brasileira.
Fundou, em 1928, com o empresário italiano José Miccolis, a editora Costallat & Miccolis, dedicada a livros de grande apelo popular, muitas vezes sensacionalistas. Publicou autores como Mauro de Almeida, Antonio Celestino, Patrocínio Filho, Ribeiro Couto e Orestes Barbosa, todos conhecidos pelo trabalho na imprensa carioca. Os títulos invariavelmente remetiam a temas como sexo e violência: Um crime no Rio de Janeiro, No país da volúpia, Mundo, diabo e carne e A cidade do vício e da graça, entre outros.

## Obras
- 1919 - A Luz Vermelha
- 1920 - Modernos
- 1921 - Mutt, Jeff & Cia
- 1922 - Depois da Meia-Noite
- 1923 - Mademoiselle Cinema
- 1924 -  Mistérios do Rio
- 1934 - O.K. crônicas
- 1934 - A Virgem da Macumba